# Heliconius dido
Heliconius dido är en fjärilsart som beskrevs av Heinrich Neustetter 1925. Heliconius dido ingår i släktet Heliconius och familjen praktfjärilar. Inga underarter finns listade i Catalogue of Life.